# Wiesthof
Wiesthof ist ein Ortsteil der Gemeinde Bockhorn im Landkreis Erding in Oberbayern. 

## Geografie
Der Ort liegt drei Kilometer südwestlich von Bockhorn entfernt.

## Verkehr
Die Staatsstraße 2084 verläuft einen Kilometer südlich.